# Девід Лодж
Девід Джон Лодж (англ. David John Lodge, 28 січня 1935, Лондон — 1 січня 2025, Бірмінгем) — англійський письменник і літературний критик.
Лодж був професором англійської літератури в Бірмінгемському університеті до 1987 року. Найвідомішими з його романів, зокрема, є «Трилогія Камупуса», що висміює академічне життя: «Повість про два кампуси» (1975), «Світ тісний: Академічний обмін» (1984) та «Гарна робота» (1988). «Світ тісний» та «Гарна робота» були в шорт-листі Букерівської премії. Ще однією важливою темою в його творчості є католицизм, що починається у його першому опублікованому романі «Кіноглядач» (1960).
Також, Девід Лодж написав кілька телевізійних сценаріїв і три п'єси. Після відходу з академічних кіл, він продовжував видавати твори літературної критики, які часто показують на власному досвіді: практикуючого романіста і сценариста.

## Біографія
Девід Лодж народився в Брукліні, на південному сході Лондона. Його батько, скрипаль, працював в оркестрі кінотеатру, в південній частині Лондона, які грають музику для супроводу німого кіно. Перший опублікований роман Девіда Лоджа — The Picturegoers (1960) опирається на його ранні досліди в «Бріклі» (на основі Brockley), і які він знову перегляне, в більш пізньому романі, «Терапія». Друга світова війна змусила Лоджа і його мати, евакуюватися в Суррей і Корнуолл. Там він відвідував школу в Католицькій академії Святого Йосипа, Блекхіта.

### Університетський період
1952 року він вступив до Лондонського університету (University College) і отримав ступінь бакалавра мистецтв (BA) з першого класу відмінністю в 1955 році В Університетському коледжі він познайомився зі своєю майбутньою дружиною, Мері Френсіс Джейкоб, коли їм було 18 років; вона була студенткою. Після закінчення, він провів два роки в Королівському танковому корпусі під час його військової служби. Цей досвід став основою, для його нового роману «Ginger You're Barmy». Потім він повернувся в Лондонський університет, де отримав ступінь магістра мистецтв (MA) в 1959 році, захистивши дисертацію на тему «Католицький роман з Оксфордського руху до наших днів». У цей період він написав перший (неопублікований) роман у віці до 18 років (1953), «Диявол, Мир і Плоть».

### Сім'я і початок кар'єри (1959—1967)
1959 року, коли Девіду Лоджу і Мері Джейкоб було 24, вони одружилися. Як пізніше сказав про свій шлюб Лодж:
|  | Тепер це здається екстраординарним. У мене не було ніяких перспектив, без роботи, мало грошей, але це ніколи не турбувало мене |

У них народилося двоє дітей: син в 1960 і донька в 1963; другий син, Крістофер, народився в 1966 році з синдромом Дауна.
У період 1959—1960 рр. Девід працював в Лондоні викладачем англійської мови для Британської Ради. У 1960 році він отримав роботу викладача в Університеті Бірмінгема, де він готував кандидатську дисертацію на тему Оксфордського руху. У Бірмінгемі Лодж зустрів романіста Малкольма Бредбері, який мав був стати його «близьким другом письменником»; у гумористичному листі, Бредбері мав, за словами Лоджа, великий вплив на розвиток цього аспекту своєї власної роботи.
У серпні 1964 року Лодж і його сім'я виїхала в США. Він отримав стипендію від стипендіальної програми Харкнесс, яка вимагає, щоб одержувач подорожував, принаймні, 3 місяці з 12-ти в США з автомобілем, що надається компанією. Сім'я спочатку жила в місті Провіденс, Род-Айленд, де Девід викладав курс американської літератури в Університеті Брауна. У цей період, вільний від навчальних зобов'язань, Лодж зміг завершити свій третій роман, «Британський музей падає». У 1965 році сім'я вирушила в подорож по Америці, а тому, зрештою, переїжджає в Сан-Франциско.
У 1966 році Девід Лодж опублікував свою першу книгу наукової критики, «Мова художньої літератури» та в 1967 році успішно захистив докторську дисертацію. Він був визнаний гідним докторського ступеня англійською мовою в 1967 році Бірмінгемського університету.

### Пізніша кар'єра (1967- теперішній час)
З 1967 до 1987 рік, він продовжив свою наукову кар'єру в університеті Бірмінгема, ставши професором англійської літератури в 1976 році, під час чого написав набагато більше романів та есе. У 1969 році він був ад'юнкт-професором в Університеті Каліфорнії, що було його другим американський досвідом, важливим для розвитку його творчості.
Лодж подав у відставку зі свого поста в Бірмінгемі в 1987 році, щоб стати професійним письменником. Він зберігає звання Почесного професора сучасної англійської літератури в університеті і продовжує жити в Бірмінгемі. Деякі з його робіт розміщені в спеціальних колекціях бібліотеки Бірмінгемського університету.
1997 року Девід Лодж отримав Кавалера ордена мистецтва і літератури з боку Міністерства культури Франції і потрапив у список «Новорічна почесть» 1998 року, Орденом Британської імперії за заслуги в області літератури.

## Праці

### Огляд
Перші опубліковані романи Лоджа, занурюють читача в атмосферу післявоєнної Англії (наприклад, «Кіноглядач» (1960)). Тема розвивається і в більш пізніх романах, через дитячі спогади деяких персонажів («Райські новини» (1992); «Терапія» (1995)). «Out of the Shelter» (1970), в той час як «Ginger, You're Barmy» (1962) спирається на досвід військової служби Лоджа в 1950-х роках.
Девід Лодж був вихований як католик і описав себе як «агностичного католика». Багато з його героїв є католиками і їх католицизм, зокрема, відносини між католицизмом і сексуальністю, є головною темою. «Британський музей падає» (1965) і «Як далеко ви можете піти?» (1980, опублікована в США з назвою «Душі й тіла»), намагаються вивчити труднощі, з якими стикаються ортодоксальні католики через заборону церкви на штучної контрацепції. Інші романи, в яких католицизм грає важливу роль, включають «Світ тісний» (щодо характеру перси), «Райські новини» (1991) і «Терапія» (1995). У «Терапії», головний герой Лоуренс Пассмор, відомий як Таббі, страждає від розладу, після невдалого шлюбу. Він згадує про своє підліткове залицяння з його першою подругою в католицькому молодіжному клубі і шукає її, на її паломництво в Сантьяго-де-Компостела.
Два останніх романів Лоджа, засновані на основі життя автора: «Автор, Автор» (2004), про «Генрі Джеймс і Людина частин» (2011). У 2015 році був опублікований «Непоганий час народжуватися». Книга — це автобіографія, що охоплює життя Лоджа з 1935 по 1975 р.

### Популяризація творчості
Праці Лоджа, вперше, були більш розповсюджені у Великій Британії у 1975 році, коли він виграв стипендіальну програму Готорнден. Однак, він пішов далі, щоб виграти Уітбредовскую премію року в 1980 році з книгою «Як далеко ви можете піти?» і Sunday Express Book of the Year в 1988 році для роботи в Ніцці. Два його ранніх романів були перевидані протягом цього періоду («Ginger You're Barmy», 1962/1982, і «Британський музей падає» 1965/1981.)
Лодж була номінований на Букерівську премію двічі (для «Світ тісний» і «Гарна робота»), а 1989 Лодж був головою журі Букерівської премії. Його роман 1970 року «Out of the Shelter» потрапив у список для втраченого Букерівської премії в 2010 році Ентоні Берджесс назвав Девіда Лоджа «одним з найкращих прозаїків свого покоління».

### Міжнародні публікації
Лодж вперше отримав визнання у Франції на початку 1990-х, після публікації Rivages двох його романів, «Гарна робота» і «Переміна місць». За цим послідувало, в 1991 році, «Світ тісний» і «Британський музей падає». З тих пір, майже всі його твори художньої літератури були переведені, а його нові твори перекладаються досить швидко. на сьогодні, його роботи видаються у Франції Payot Et Rivages. Публікація його теоретичних робіт у Франції почалася пізніше, починаючи з 2003 року з «Свідомість і Роман». Більш ранні роботи цієї галузі залишилася неопублікованими у Франції, за винятком «Мистецтво фантастики». Його книги регулярно переводяться на інших мови: німецьку, іспанську, італійську, японську, португальську, російську, чеську, польську та турецьку мови. В перекладі українською мовою була опублікована перша частина кампусної трилогії "Переміна місць".

### Телебачення
Два романи Лоджа були адаптовані в телевізійних серіалах: «Світ тісний» (1988), і «Гарна робота» (1989). «Гарна робота» була адаптована самим Лоджем, і відзнята в Університеті Бірмінгема, де Девід був професором англійської мови. Він також пристосував свою гру «Написання гри» для телевізійного мовлення (1995).
У 1994 році Девід Лодж адаптував Ч. Діккенса «Мартін Чезлвіт» для телесеріал BBC.

### Театр
Лодж написав три п'єси: «Написання гри», «Домашні істини» (який він пізніше перетворив в новелу), і «Таємні думки» (на основі його роману «Думає…»).
«Написання гри» виходила в Бірмінгемському репертуарному театрі 13 травня 1990, і показувалась протягом трьох тижнів . П'єса американського виробництва, була поставлена на американському репертуарному театрі в Кембриджі, штат Массачусетс, в березні 1991 року Лодж, згодом адаптував «Написання гри» для телебачення. Він був показаний на Channel 4 в неділю 18 лютого 1996 року, залучаючи 1,2 мільйона глядачів.
«Головна істина» була виконана в Birmingham Rep в 1998 році. Пізніше, Д. Лодж переписав його як новелу з тією ж назвою.
Також був адаптований його роман «Думає…», прем'єра якого відбулася на Octagon Theatre Bolton: Home 12 травня 2011.

## Нагороди та визнання
- Член Королівського товариства літератури
- Премія Готорндена[en] і літературна премія газети «Йоркшир пост» за роман «Академічний обмін»
- Вітбредовская премія (1980) за роман «How Far Can You Go?»
- Фіналіст Букерівської премії (1984) — за роман «Світ тісний»
- Фіналіст Букерівської премії (1988) — за роман «Гарна робота»
- Премія за найкращу книгу року газети «Санді експрес» (1988) за роман «Гарна робота»
- Фіналіст письменницької премії Британської співдружності націй (1996) — за роман «Терапія»
- Премія Королівського телевізійного товариства за найкращий драматичний серіал (1989) і премія «Срібна німфа» на Міжнародному фестивалі телефільмів у Монте-Карло (1990) за телесеріал за романом «Гарна робота»

### Художні твори
- The Picturegoers[en] (укр. Кіноглядач) — 1960
- Ginger You're Barmy[en] — 1962
- The British Museum Is Falling Down[en] (укр.Британський музей падає) — 1965
- Changing Places: A Tale of Two Campuses[en] (укр.Переміна місць: повість про два кампуси) — 1975
- How Far Can You Go?[en] (укр.Як далеко ви можете піти?) (US edition: Souls and Bodies) — 1980
- Small World: An Academic Romance[en] (укр.Світ тісний: академічний романс) — 1980
- Nice Work[en] (укр. Гарна робота) — 1988
- Paradise News (укр. Райські новини) — 1991
- A David Lodge Trilogy (укр. Девід Лодж: трилогія) — 1993 (один том, що вміщує твори «Зміна місць», «Світ тісний» та «Гарна робота»)
- Therapy[en] (укр. Терапія) — 1995
- The Man Who Wouldn't Get Up: And Other Stories (укр. Людина, яка не підводилася: і інші історії) — 1998
- Home Truths[en] (укр. Голова істина) — 1999 (повість — написана від унікальної гри)
- Thinks ...[en] (укр. Думає…) — 2001
- Author, Author[en] (укр. Автор, Автор) — 2004
- Deaf Sentence[en] (укр. Глузий вирок) — 2008
- A Man of Parts (H.G. Wells) — 2011

### Нехудожні твори
- Language of Fiction (укр. Мова художньої літератури) — 1966
- The Novelist at the Crossroads (укр. Романіст на роздоріжжі) — 1971
- The Modes of Modern Writing  (укр. Режими сучасної писемності) — 1971
- Working with Structuralism (укр. Робота з структуралізму) — 1981
- Write On — 1986
- After Bakhtin (укр. Після того, як Бахтін) — 1990
- The Art of Fiction[en] (укр. Мистецтво художньої літератури) — 1992
- Modern Criticism and Theory: A Reader (укр. Сучасна критика і теорія: хрестоматія) — 1992
- The Practice of Writing (укр. Практика написання) — 1997
- Consciousness and the Novel (укр. Свідомість і Роман) — 2003
- The Year of Henry James: The Story of a Novel (укр. Рік Генрі Джеймса: Історія одного роману) — 2006
- Lives in Writing (укр. Мешкає в письмі) — 2014

### Автобіографія
- Quite a Good Time To Be Born: a Memoir (укр. Непоганий час народжуватися: мемуар) — 1935—1975 — 2015

### Театр
- The Writing Game (укр. Написання гри)— 1990
- Home Truths (укр. Головна істина) — 1999
- Secret Thoughts (based on Thinks…) (укр. Секретні Думки (на основі Думає…) — 2011

### Адаптації для телебачення
- Small World (укр. Тісний світ) — 1988
- Nice Work (укр. Гарна робота) — 1989
- Martin Chuzzlewit[en] (укр. Мартін Чезлвіт) — 1994
- The Writing Game (укр. Написання гри) — 1995

## Переклади українською
Романи
- Девід Лодж. Переміна місць: повість про два кампуси.[29] Переклад з англійської: Тетяна Некряч. Івано-Франківськ: Вавилонська бібліотека. 2024. 280 стор. ISBN 978-617-8281-15-1